# Santuario della Beata Vergine di Sulo
Il Santuario della Beata Vergine di Sulo è una chiesa cattolica della frazione di Filetto dove si venera un'immagine miracolosa della Madonna, nota come Beata Vergine di Sulo. La chiesa, ricostruita dopo gli eventi bellici, è meta di pellegrinaggi dedicati alla Madonna. Pur essendo nel territorio della provincia di Ravenna, appartiene alla Diocesi di Forlì-Bertinoro. La festa della Beata Vergine di Sulo, che in origine era celebrata il 29 settembre, data del primo miracolo, viene poi spostata al 15 agosto, Festa dell'Assunta.

## Storia
In origine esistevano due luoghi di culto molto vicini, che ora appartengono alla stessa frazione, Filetto, ma che un tempo erano distinti; uno, dedicato a San Lorenzo, era propriamente a Filetto, l'altro, dedicato alla Vergine Maria (cioè l'attuale Santuario), che pure oggi risulta a Filetto, era un tempo in una località chiamata Sulo, nome da cui deriva l'attuale denominazione della chiesa stessa. 
Nel 1561 è chiaramente indicato che esistono due chiese che però vengono unite in un unico vicariato dall'allora vescovo di Forlì, monsignor Aleotti. Il Vicario si stabilisce presso San Lorenzo e trascura l'altro luogo di culto mariano, che dunque decade, tanto che nella visita pastorale del 27 ottobre 1664 il vescovo di Forlì, monsignor Claudio Ceccolini ordina ai Gesuiti di mettere in atto dei restauri, che però i religiosi non hanno tempo di cominciare a causa anche del sopraggiungere di un terremoto nel 1681. Nel 1690 la chiesa risulta pericolante. 
Si era però diffuso in questa zona, a partire dal 1618, un particolare culto legato a un'immagine sacra della Beata Vergine, che si diceva miracolosa ed era stata collocata in una celletta. Data la crescita di tale culto, che attira molti fedeli, si decide di restaurare la chiesa di Sulo e di collocarvi l'immagine della Madonna, con l'autorizzazione della famiglia Gambi, prima proprietaria dell'immagine e responsabile della celletta. Secondo gli accordi doveva essere creata una cappella nella chiesa con altare dedicato all'immagine sacra e legata alla famiglia Gambi, ma in realtà la chiesa, restaurata entro il 1694 a opera dei Gesuiti, mantiene sempre un unico altare, quello maggiore, dove viene collocata l'immagine. Da quel momento vengono registrati fatti ritenuti miracolosi, in particolare guarigioni di malati incurabili.
Durante la Seconda Guerra Mondiale, nel 1944, il santuario subisce danni e viene quindi ristrutturato nel 1950 assumendo la forma attuale, come testimonia una lapide all'esterno della chiesa. Nel 1956 la vicina chiesa di San Lorenzo, già in precarie condizioni, cessa di essere officiata e inizia una decadenza che la porta a essere abbandonata, privata del tetto e lasciata in stato di rudere. Attualmente essa e il vicino cimitero, restano solo come luogo di occasionali raduni. Il santuario, invece, diviene il punto di riferimento religioso della comunità della frazione di Filetto e meta di pellegrinaggio anche dall'esterno.

## Descrizione
La chiesa presenta una facciata semplice a capanna, con una base di mattoni a vista ed elementi decorativi in intonaco arancione. Ai lati si trovano quattro lesene sovrapposte a due a due, di ordine corinzio, sovrastate da un fregio con l'iscrizione Beata Vergine di Sulo. Il portale è timpanato ed è presente una finestra. Sul retro della chiesa si trova un campanile quadrangolare. 

### Interno

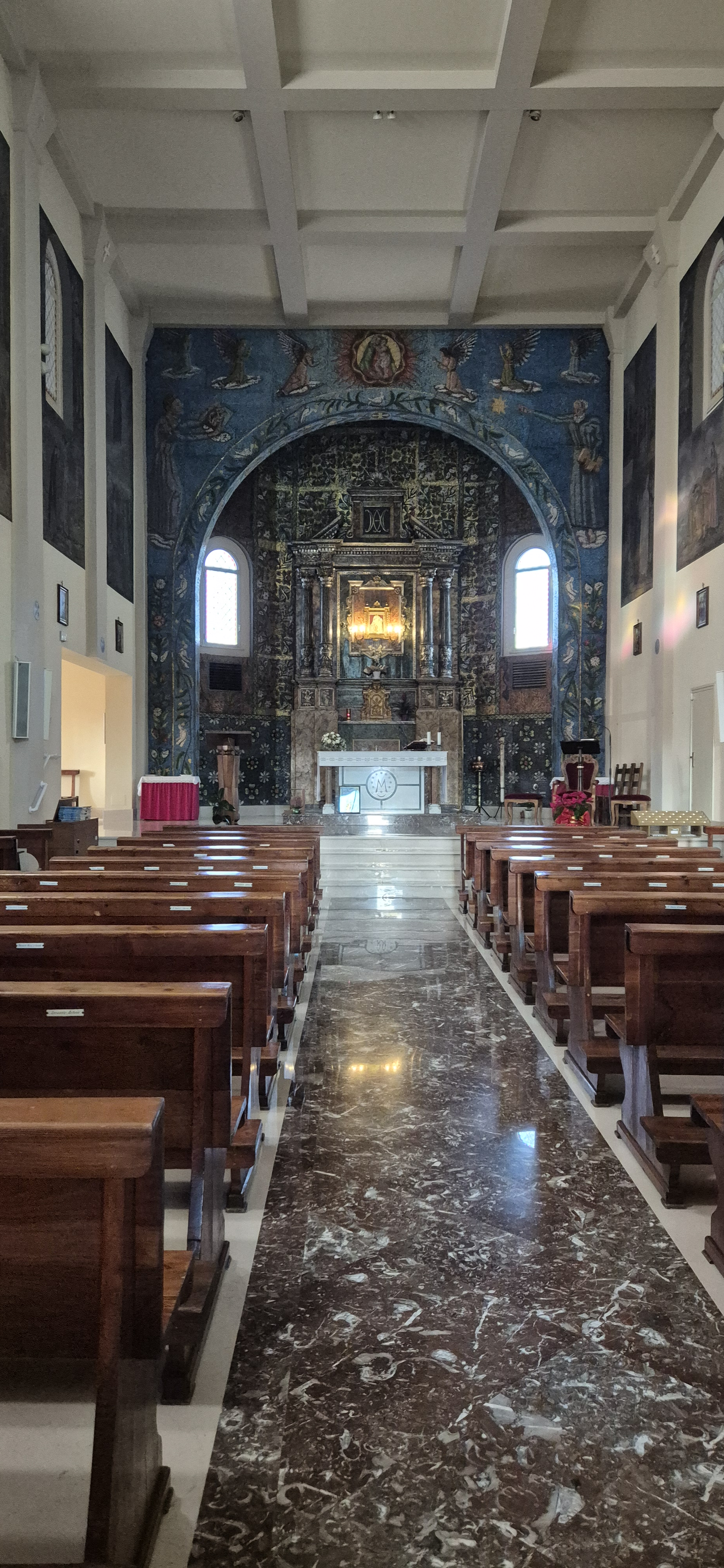

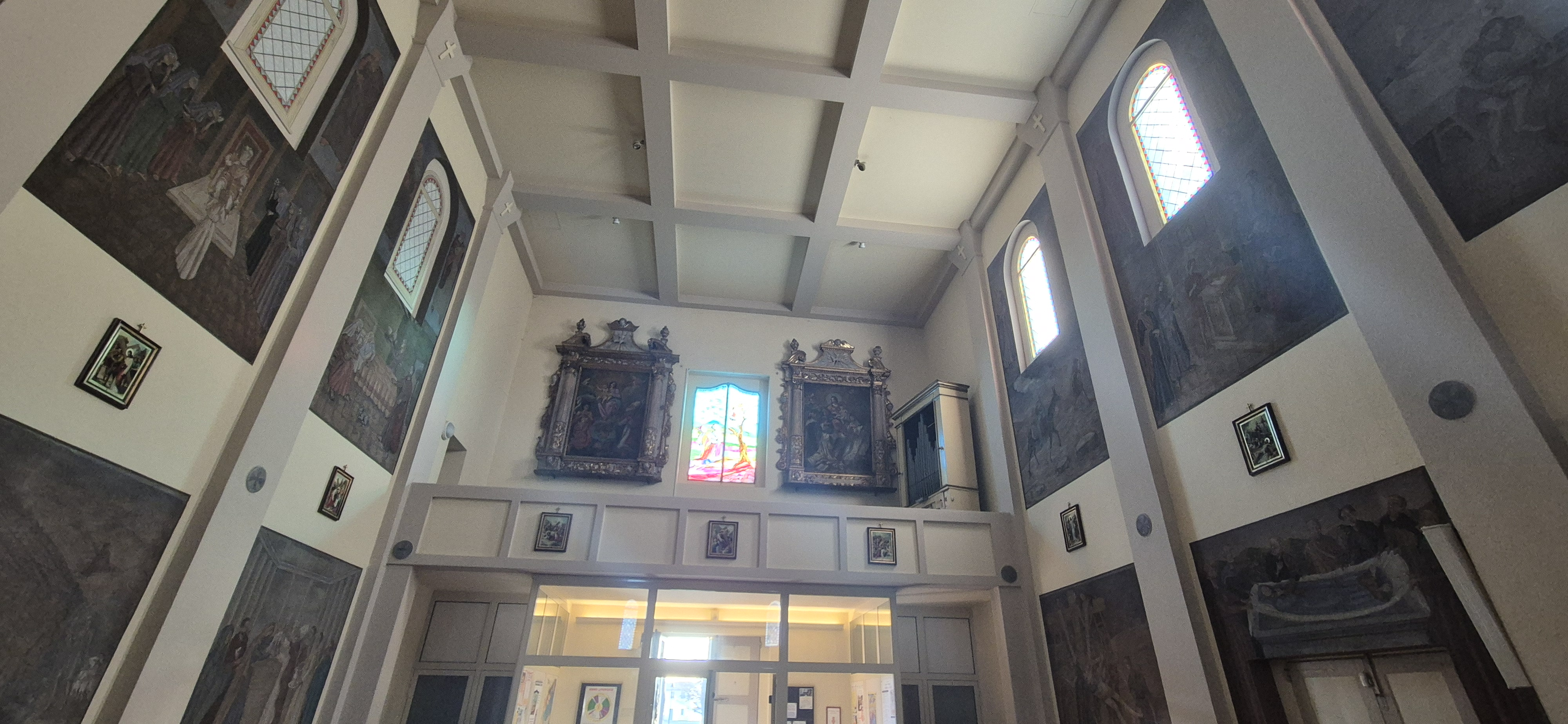
controfacciata e pareti laterali

L'interno presenta un soffitto a semplici cassettoni bianchi e un pavimento marmoreo. La zona del presbiterio presenta decorazioni che simulano il mosaico a imitazione delle chiese paleocristiane ravennati.
Sulle pareti laterali negli anni '50 del Novecento sono stati dipinti dei riquadri con storie della vita di Maria, in alto si trovano La Natività di Maria, Maria al Tempio, San Giuseppe e il ramoscello fiorito, Lo sposalizio di Maria e Giuseppe, Annunciazione a Maria dell'Angelo Gabriele, Maria Regina di Sulo con sotto il Vescovo che consegna al parroco la nuova chiesa; in basso invece si trovano: La Visitazione di Maria a Santa Elisabetta, La Natività di Gesu, La Presentazione di Gesù al Tempio.
In controfacciata, ai lati di una vetrata moderna, sono collocati due dipinti secenteschi con pregevoli cornici recuperati dall'antica chiesa di San Lorenzo a Filetto, La Madonna del Rosario e La Madonna della Cintura. Dalla stessa chiesa proviene una tela con San Lorenzo, collocata nella saletta sopra la sagrestia.

## La Beata Vergine di Sulo

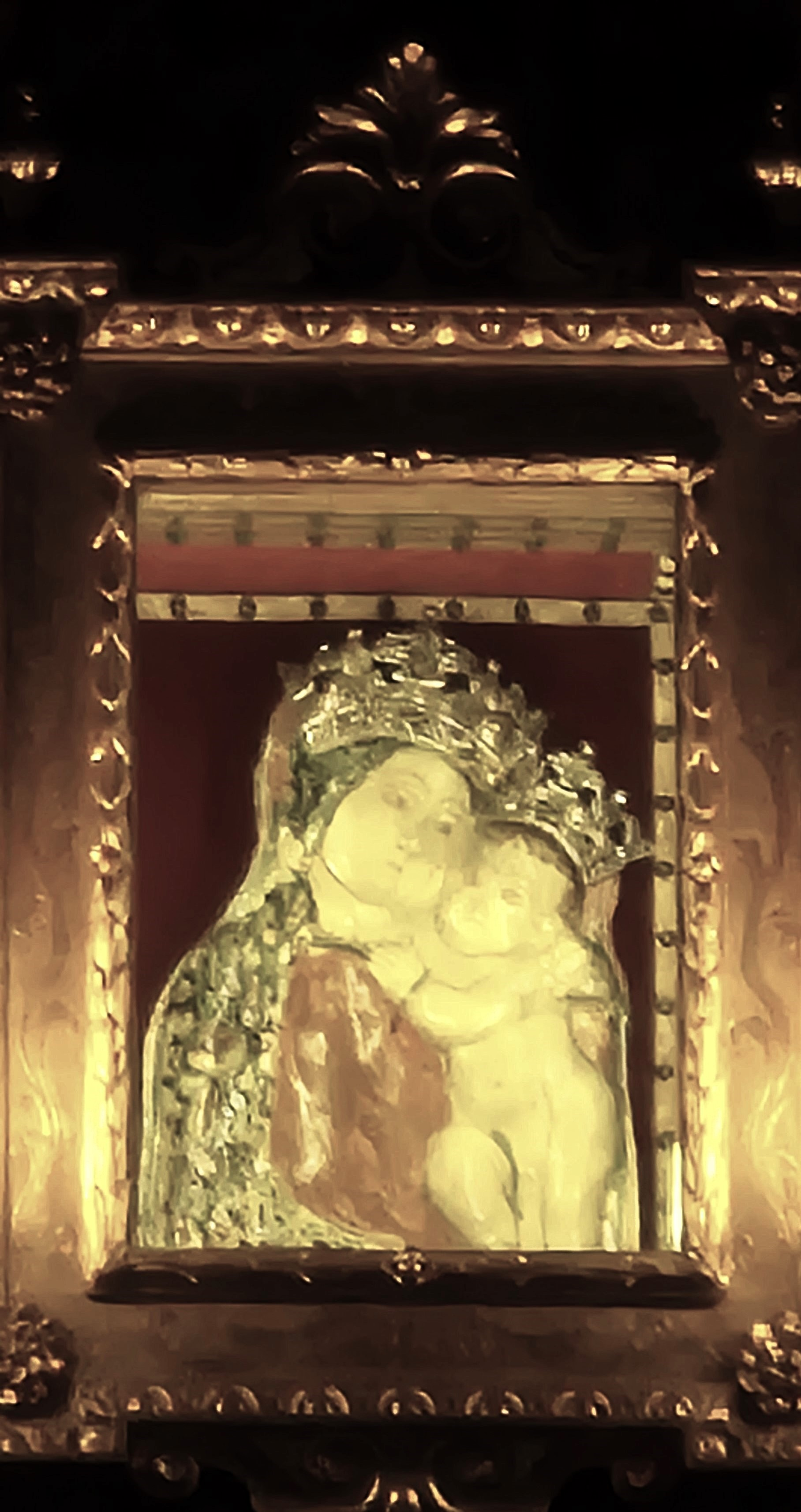

La Beata Vergine di Sulo è un'immagine in ceramica secentesca, realizzata a Faenza, che si venera nel Santuario omonimo di Filetto. Si trova collocata sull'altare maggiore contornata da marmi e mosaici. L'immagine venne portata nel 1618 a Filetto da Paolo Gambi che, recatosi a Lugo con il figlio Pietro, è stato da lui pregato con insistenza di acquistare l'immagine, trovata al mercato. La famiglia Gambi viveva in prossimità della chiesa di Sulo, dedicata alla Madonna (quella che ora è il Santuario). Il ragazzo aveva collocato la formella in ceramica su un albero secco che nella notte era miracolosamente rinato. La voce si espanse e cominciarono ad accorrere fedeli che, secondo la tradizione, ricevettero svariate grazie. Per favorire l'arrivo dei pellegrini l'immagine fu collocata prima in una celletta, poi dentro la chiesa, dove tuttora si trova.
L'immagine realizzata in ceramica mostra la Madonna con il Bambino che si presenta aggrappato al suo collo con un gesto vivace. L'incarnato è molto chiaro. Volti e mani presentano parti in rilievo e parti (come gli occhi) soltanto dipinte. La veste di Maria è ricca e di colore rosso, mentre il mantello mostra decorazioni ricche, come le corone che sono poste sul capo di entrambi i personaggi.